# Cathy Moriarty
Cathy Moriarty, född 29 november 1960 i Bronx i New York, är en amerikansk skådespelare. 
Moriartys föräldrar var immigranter från Irland. Hon föddes i Bronx, New York och växte upp i Yonkers. Hon filmdebuterade i Martin Scorseses Tjuren från Bronx (1980). I den spelade hon boxaren Jake LaMottas hustru Vicki, en roll som gav henne en Oscarsnominering för bästa kvinnliga biroll. Denna följdes av en roll i Grannarna (1981). Därefter skadades hon i en bilolycka, vilket gjorde att hon inte medverkade i någon film igen förrän Stormens öga 1987. Därefter har hon medverkat i filmer som Dagissnuten (1990), Älsklingsfiende (1991), Mambo Kings (1992), Casper (1995), Cop Land (1997), But I'm a Cheerleader (1999) och Analysera ännu mera (2002).
Moriarty var under 1980-talet gift med Carmine D'Anna och är sedan 1999 gift med Joseph Gentile, med vilken hon har tre barn. Hon är delägare till pizzerian Mulberry Street Pizza i Los Angeles, tillsammans med sin tidigare fästman Richard Palmer.

## Filmografi i urval
- 1980 – Tjuren från Bronx
- 1981 – Grannarna
- 1987 – Stormens öga
- 1990 – Dagissnuten
- 1991 – Älsklingsfiende
- 1992 – Mambo Kings
- 1995 – Casper
- 1997 – Cop Land
- 1999 – But I'm a Cheerleader
- 2002 – Analysera ännu mera
- 2010 – The Bounty Hunter
- 2014 – The Double
- 2014 – Rob the Mob